# Pilar Muñoz
Pour les articles homonymes, voir Muñoz.
Pilar Muñoz Ruiz, née à Madrid le 18 mars 1911 et morte le 1er octobre 1980 dans cette même ville, est une actrice espagnole de théâtre, cinéma et télévision.

## Biographie
Issue d'une famille d'artistes de théâtre, elle est la fille de l'acteur Alfonso Muñoz et la sœur de l'actrice Mimí Muñoz. Elle commence sa carrière avec l'actrice catalane Margarita Xirgu.
En 1934, au Teatro Español de Madrid, elle fait partie de la première troupe jouant Yerma de Federico García Lorca, avec Margarita Xirgu dans le rôle titre. Sous la République, elle joue dans le film musical La Fille de Juan Simon de José Luis Sáenz de Heredia avec Carmen Amaya (1935).
Durant la guerre d'Espagne, après l'assassinat de Lorca par les nationalistes, elle décide de suivre Margarita Xirgu dans son exil en Amérique du Sud. Elle revient en Espagne en 1947 et poursuit ensuite une longue carrière au cinéma, au théâtre et à la télévision espagnole.
Durant sept ans, elle fait partie de la troupe de théâtre de Núria Espert.
Elle décède à Madrid, sous la transition démocratique, le 1er octobre 1980.

## Filmographie
- 1935 : Nobleza baturra
- 1935 : La Fille de Juan Simon
- 1935 : Les derniers jours de Pompéi
- 1936 : El cura de aldea
- 1945 : Villa Rica del Espíritu Santo
- 1950 : Gente sin importancia
- 1950 : L'occasion fait le larron
- 1950 : Agustina de Aragón
- 1950 : Sangre en Castilla
- 1951 : La canción de la Malibrán
- 1954 : Crimen en el entreacto
- 1954 : Malvaloca
- 1959 : De espaldas a la puerta
- 1960 : Maribel y la extraña familia
- 1963 : Benigno, hermano mío
- 1964 : El señor de La Salle
- 1969 : Juicio de faldas
- 1974 : El amor del capitán Brando[6]
- 1975 : Jo, papá
- 1976 : La espuela
- 1976 : Manuela
- 1976 : Emilia... parada y fonda
- 1977 : El puente
- 1977 : Clímax
- 1978 : Soldados
- 1978 : Nunca en horas de clase
- 1978 : Cabo de vara
- 1979 : Los bingueros